# Pieter Brijnen van Houten
Pieter Brijnen van Houten (* 24. August 1907; † 24. November 1991) war ein niederländischer Nachrichtendienstler (GS III, MI5).

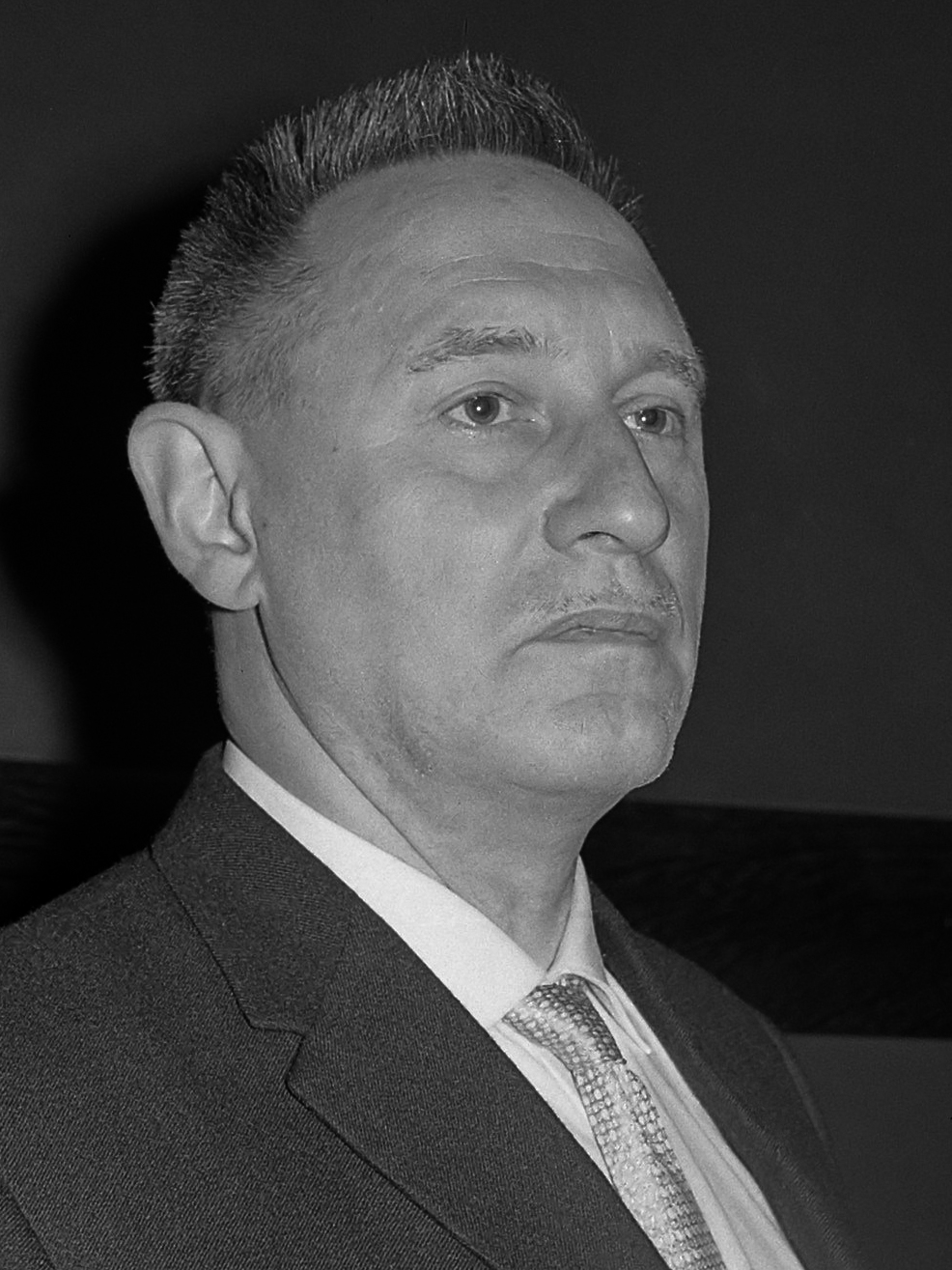
Pieter Brijnen van Houten (1963)

## Leben und Tätigkeit
Van Houten war seit den 1930er Jahren im niederländischen Nachrichtendienst GS III sowie für den britischen Nachrichtendienst MI5 – für diesen unter dem Decknamen „Cat“ (Katze) – tätig. Zu Tarnungszwecken arbeitete er in diesen Jahren für die Zeitung De Telegraaf in Utrecht.
Aufgrund seiner Stellung im Geheimdienst geriet van Houten spätestens 1940 ins Visier der nationalsozialistischen Polizeiorgane, die ihn als wichtige Zielperson einstuften: Im Frühjahr 1940 setzte ihn das Reichssicherheitshauptamt in Berlin auf die Sonderfahndungsliste G.B., ein Verzeichnis von Personen, die im Falle einer erfolgreichen deutschen Invasion Großbritanniens durch die Sonderkommandos der SS-Einsatzgruppen mit besonderer Priorität ausfindig gemacht und verhaftet werden sollten.
Nach der deutschen Invasion der Niederlande im Mai 1940 floh van Houten nach Großbritannien. Zur Tarnung seiner Flucht täuschte der britische Geheimdienst seinen Tod vor, indem er eine offizielle Todesurkunde für ihn ausstellen und einen Sarg, der vorgeblich seine Leiche enthielt, auf dem Friedhof Oud Eik en Duinen im Haag bestatten ließ.

## Schriften
- Brandwacht in de coulissen. Een kwart eeuw geheime diensten, 1988.